# Kabala
Kabala (hebr.: קַבָּלָה, znači "primanje", "predaja") je židovsko mistično ezoterično učenje o Bogu i svijetu. Nastoji objasniti svijet na osnovi tumačenja brojčanih odnosa i tumačenja slova.
Židovski misticizam nerazdvojni je dio Tore, Mojsijevog Petoknjižja, koji čovjeka postupno uči kako biti Čovjekom.
Kabala se sastoji od tri osnovna dijela: teorijska, meditacijska i praktična.
Prema mudrosti Kabale, u stvarnosti postoje dvije sile ili kvalitete: želja za primanjem i želja za davanjem. Budući da želja za davanjem želi dati, ona stvara želju za primanjem, zbog čega ju obično nazivaju "Stvoritelj". Prema tome, cjelokupna je kreacija, uključujući i nas same, manifestacija upravo te želje za primanjem.

## Povijest
Kabala je kao mistična tradicija postojala još u antici. Najstariji poznati kabalistički spis bio je Bahir iz 1. stoljeća, ali sama se kabala u potpunosti oblikovala u srednjem vijeku, osobito pojavom mističnog spisa Zohar ("Knjiga sjaja", Sefer ha-Zohar, 13. st.), čiji je navodni autor bio rabin Moše de Leon (o. 1250. – 1305.). Osim te dvije knjige, postoji i još jedna, kojoj se također pripisuje velika drevnost, a to je Sefer jecira, koju neki apokrifno pripisuju samom Abrahamu.
Izak Luria (1534. – 1572.) utemeljuje u 16. stoljeću noviju, tzv. lurijansku kabalu, koja promiče asketski život i učenje o seljenju duše.
Na prijelazu srednjega i novog vijeka kabala utječe na zapadnu filozofiju prirode kroz panteizam s neoplatonskim elementima, misticizam i vjerovanje u čarobnu moć prirode. U to vrijeme kabalu su proučavali mnogi veliki renesansni mislioci poput Llulla, Ficina, della Mirandole, Reuchlina, Paracelsusa i Agrippe.

## Hermetička kabala
Hermetička kabala je oblik Zapadne ezoterične i mistične tradicije. Temeljna je filozofska osnova za mnoga hermetička društva poput Zlatne zore, Rozenkrojcera, kao i raznih New Age i neopoganskih pokreta (Wicca).
U sebi sažima brojne utjecaje koji proizlaze iz židovske kabale, alkemije, astrologije, hermetizma, poganskih vjerovanja, neoplatonizma, gnosticizma i tarota.

## Što Kabala poučava?
Mudrost Kabale se proučava na temelju kabalističkih knjiga, koje opisuju strukturu duhovnih svjetova, kao i način na koji svatko od nas može stupiti u njih. Kabalističke govore o tome kako su duhovni svjetovi izgrađeni i što možemo doživjeti u njima. Naravno, ovi svjetovi nisu fizička mjesta, koja zauzimaju prostor i vrijeme, već duhovna stanja koja svaki Kabalist doživljava.
Kako Kabala ne govori o našem svijetu, njezina bit izmiče ljudskom razumijevanju. Nemoguće je u našim okvirima shvatiti nevidljivo, neosjetno, ili, pak, ono što nije iskušano u iskustvu. U posljednjih 2000 godina, otkad je Kabala postala skrivena za javnost, ljudskom su rodu nuđene različite stvari pod nazivom "Kabala": čarolije, uroci, čak i čuda - sve osim izvorne mudrosti Kabale. Stoga je važno da se predmet istraživanja Kabale jasno izloži. Kabalist Yehuda Ashlag definira mudrost Kabale u svojem članku "Bit mudrosti Kabale" na sljedeći način:
Ova je mudrost, ni manje ni više, no slijed izvora (korijena), koji se spušta zbog uzroka i posljedica prema fiksnim, određenim pravilima, spajajući se u jedinstveni, uzvišeni cilj koji se opisuje kao "otkrivenje Njegove Božanstvenosti Njegovim stvorenjima na ovome svijetu."